# Adelfo Magallanes
Adelfo Magallanes Campos (San Vicente de Cañete, 29 août 1913 – Lima, 15 juin 1988) est un footballeur international péruvien qui évoluait au poste de milieu de terrain, avant de devenir entraîneur.

## Biographie

### Carrière de joueur

#### Carrière en sélection
International péruvien, Adelfo Magallanes joue 22 matchs (pour quatre buts inscrits) entre 1936 et 1942.
Il figure dans le groupe des sélectionnés lors du Championnat sud-américain de 1939 remporté par son équipe et participe également aux Jeux olympiques de 1936 organisés à Berlin. Lors du tournoi olympique, il joue deux matchs : contre la Finlande et l'Autriche.

## Palmarès

### Palmarès de joueur
| Alianza Lima - Championnat du Pérou (3) : - Champion : 1931, 1932 et 1933. |  | Pérou - Copa América (1) : - Vainqueur : 1939. |

### Palmarès d'entraîneur
| Alianza Lima - Championnat du Pérou (3) : - Champion : 1948, 1954 et 1955. |  | Defensor Lima - Championnat du Pérou D2 (1) : - Champion : 1960. |